# Репинное

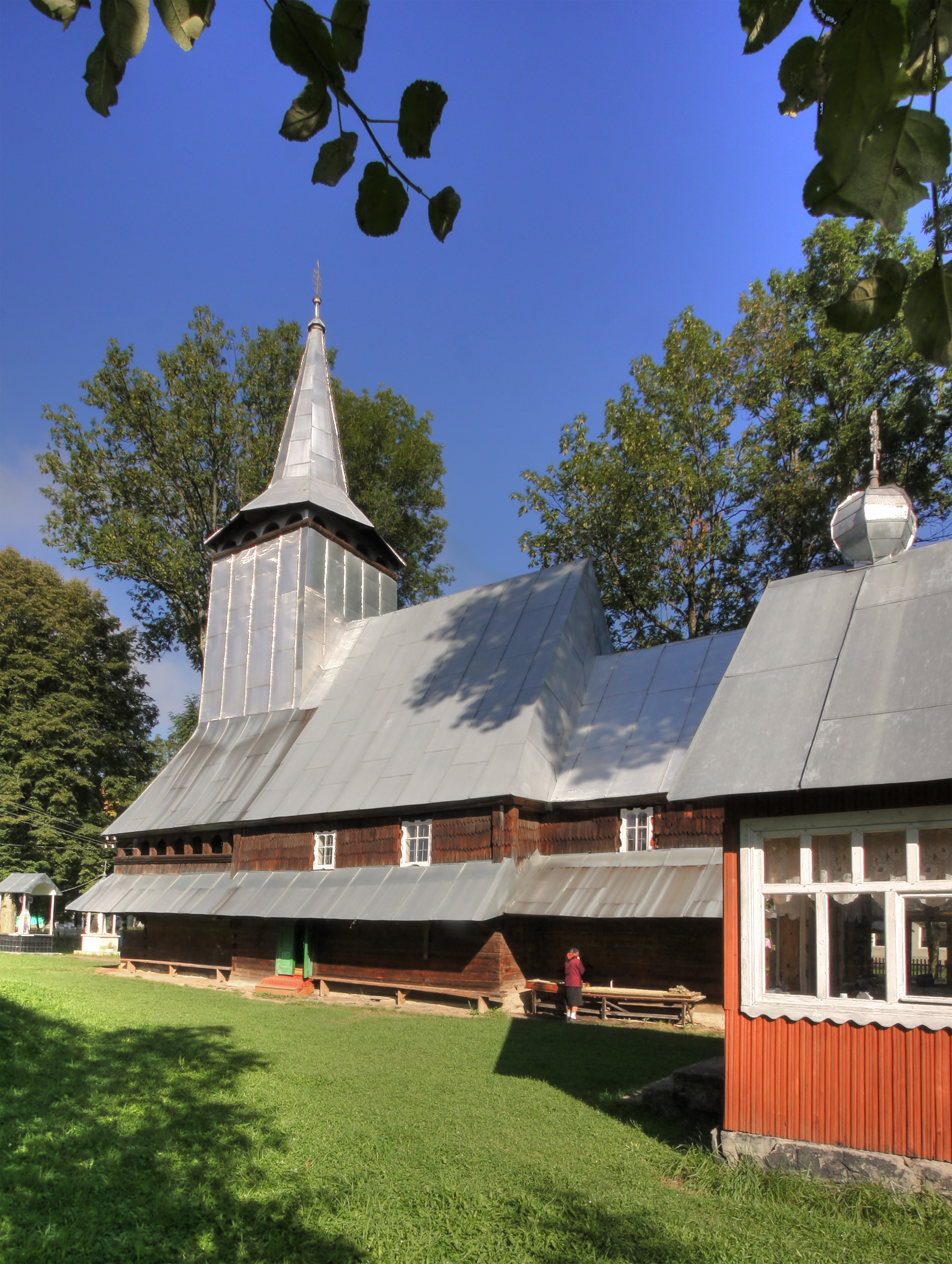
Деревянная церковь Св. Великомученика Дмитрия (1780 г.)

Репи́нное (укр. Репинне) — село в Межгорской поселковой общине Хустского района Закарпатской области Украины.
Население по переписи 2001 года составляло 1144 человека. Почтовый индекс — 90032. Телефонный код — 3146. Занимает площадь 24.12 км². Код КОАТУУ — 2122486001.
В селе расположен памятник архитектуры — деревянная греко-католическая церковь Святого Великомученика Дмитрия, построена в стиле так называемой «мармарошской готики» в 1780 г.